# أليكساندروفيسك-ساخالينسكي
أليكساندروفيسك-ساخالينسكي (بالروسية: Александровск-Сахалинский) هي إحدى مدن روسيا في الكيان الفدرالي الروسي ساخالين أوبلاست.

## المناخ
يظهر الجدول التالي التغييرات المناخية على مدار السنة لأليكساندروفيسك-ساخالينسكي:
| البيانات المناخية لـأليكساندروفيسك-ساخالينسكي | البيانات المناخية لـأليكساندروفيسك-ساخالينسكي | البيانات المناخية لـأليكساندروفيسك-ساخالينسكي | البيانات المناخية لـأليكساندروفيسك-ساخالينسكي | البيانات المناخية لـأليكساندروفيسك-ساخالينسكي | البيانات المناخية لـأليكساندروفيسك-ساخالينسكي | البيانات المناخية لـأليكساندروفيسك-ساخالينسكي | البيانات المناخية لـأليكساندروفيسك-ساخالينسكي | البيانات المناخية لـأليكساندروفيسك-ساخالينسكي | البيانات المناخية لـأليكساندروفيسك-ساخالينسكي | البيانات المناخية لـأليكساندروفيسك-ساخالينسكي | البيانات المناخية لـأليكساندروفيسك-ساخالينسكي | البيانات المناخية لـأليكساندروفيسك-ساخالينسكي | البيانات المناخية لـأليكساندروفيسك-ساخالينسكي |
| الشهر                                         | يناير                                         | فبراير                                        | مارس                                          | أبريل                                         | مايو                                          | يونيو                                         | يوليو                                         | أغسطس                                         | سبتمبر                                        | أكتوبر                                        | نوفمبر                                        | ديسمبر                                        | المعدل السنوي                                 |
| --------------------------------------------- | --------------------------------------------- | --------------------------------------------- | --------------------------------------------- | --------------------------------------------- | --------------------------------------------- | --------------------------------------------- | --------------------------------------------- | --------------------------------------------- | --------------------------------------------- | --------------------------------------------- | --------------------------------------------- | --------------------------------------------- | --------------------------------------------- |
| الدرجة القصوى °م (°ف)                         | 3.0 (37.4)                                    | 5.4 (41.7)                                    | 11.4 (52.5)                                   | 20.9 (69.6)                                   | 28.1 (82.6)                                   | 29.4 (84.9)                                   | 32.0 (89.6)                                   | 32.6 (90.7)                                   | 28.3 (82.9)                                   | 21.2 (70.2)                                   | 13.8 (56.8)                                   | 5.7 (42.3)                                    | 32.6 (90.7)                                   |
| متوسط درجة الحرارة الكبرى °م (°ف)             | −12.0 (10.4)                                  | −10.0 (14.0)                                  | −3.7 (25.3)                                   | 4.2 (39.6)                                    | 10.7 (51.3)                                   | 16.1 (61.0)                                   | 19.4 (66.9)                                   | 20.5 (68.9)                                   | 16.4 (61.5)                                   | 8.7 (47.7)                                    | −1.3 (29.7)                                   | −8.8 (16.2)                                   | 5.0 (41.0)                                    |
| المتوسط اليومي °م (°ف)                        | −16.3 (2.7)                                   | −14.6 (5.7)                                   | −8.0 (17.6)                                   | 0.2 (32.4)                                    | 5.9 (42.6)                                    | 11.4 (52.5)                                   | 15.4 (59.7)                                   | 16.6 (61.9)                                   | 12.3 (54.1)                                   | 5.1 (41.2)                                    | −4.5 (23.9)                                   | −12.2 (10.0)                                  | 0.9 (33.6)                                    |
| متوسط درجة الحرارة الصغرى °م (°ف)             | −20.3 (−4.5)                                  | −19.0 (−2.2)                                  | −12.4 (9.7)                                   | −3.3 (26.1)                                   | 2.2 (36.0)                                    | 7.5 (45.5)                                    | 11.8 (53.2)                                   | 13.2 (55.8)                                   | 8.6 (47.5)                                    | 1.8 (35.2)                                    | −7.5 (18.5)                                   | −15.9 (3.4)                                   | −2.8 (27.0)                                   |
| أدنى درجة حرارة °م (°ف)                       | −41.0 (−41.8)                                 | −37.3 (−35.1)                                 | −34.2 (−29.6)                                 | −25.9 (−14.6)                                 | −8.9 (16.0)                                   | −2.4 (27.7)                                   | 0.5 (32.9)                                    | 1.5 (34.7)                                    | −2.5 (27.5)                                   | −15.0 (5.0)                                   | −26.0 (−14.8)                                 | −36.9 (−34.4)                                 | −41.0 (−41.8)                                 |
| الهطول مم (إنش)                               | 38 (1.5)                                      | 28 (1.1)                                      | 31 (1.2)                                      | 29 (1.1)                                      | 48 (1.9)                                      | 38 (1.5)                                      | 54 (2.1)                                      | 93 (3.7)                                      | 97 (3.8)                                      | 97 (3.8)                                      | 61 (2.4)                                      | 63 (2.5)                                      | 677 (26.7)                                    |
| متوسط الأيام الممطرة                          | 0.2                                           | 0.04                                          | 0.3                                           | 7                                             | 17                                            | 15                                            | 16                                            | 19                                            | 20                                            | 19                                            | 5                                             | 1                                             | 120                                           |
| متوسط الأيام المثلجة                          | 26                                            | 24                                            | 20                                            | 15                                            | 6                                             | 0.03                                          | 0                                             | 0                                             | 0.2                                           | 9                                             | 25                                            | 28                                            | 153                                           |
| متوسط الرطوبة النسبية (%)                     | 80                                            | 79                                            | 75                                            | 74                                            | 76                                            | 80                                            | 84                                            | 82                                            | 79                                            | 74                                            | 75                                            | 80                                            | 78                                            |
| ساعات سطوع الشمس الشهرية                      | 100                                           | 134                                           | 185                                           | 189                                           | 215                                           | 252                                           | 214                                           | 202                                           | 180                                           | 127                                           | 78                                            | 57                                            | 1٬933                                         |
| المصدر #1: Pogoda.ru.net                      |                                               |                                               |                                               |                                               |                                               |                                               |                                               |                                               |                                               |                                               |                                               |                                               |                                               |
| المصدر #2: NOAA (sun, 1961–1990)              |                                               |                                               |                                               |                                               |                                               |                                               |                                               |                                               |                                               |                                               |                                               |                                               |                                               |

## معرض صور

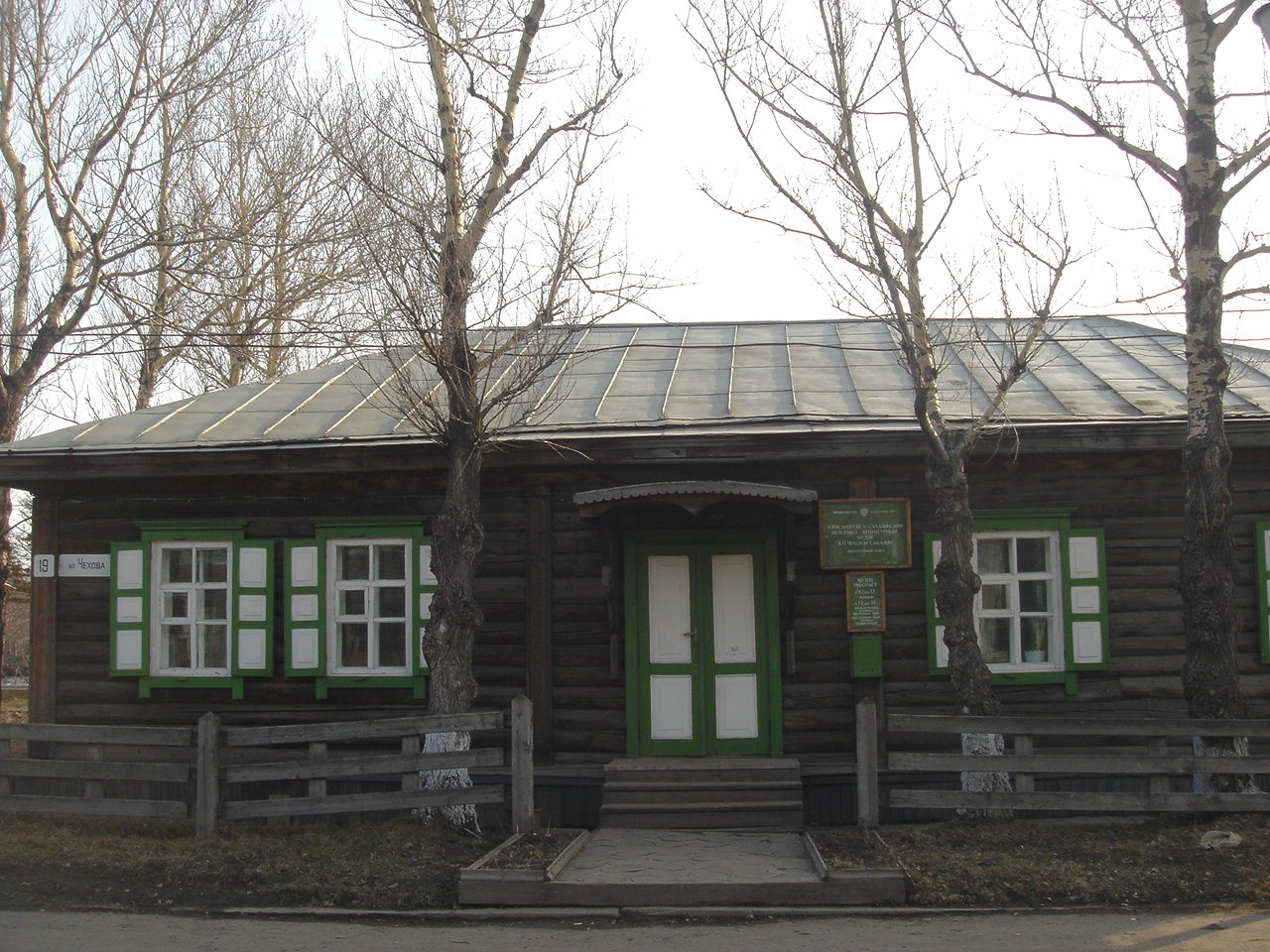
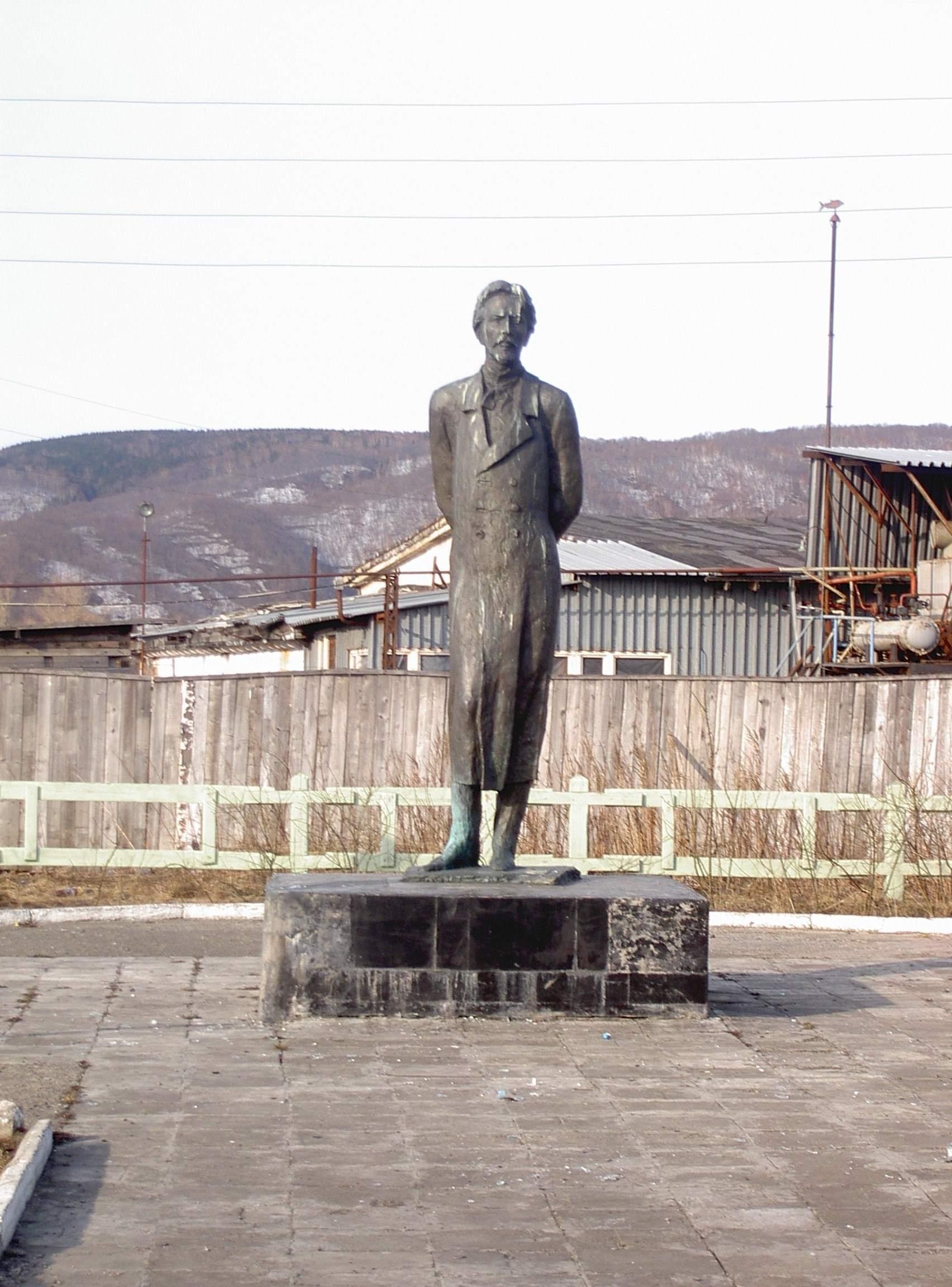
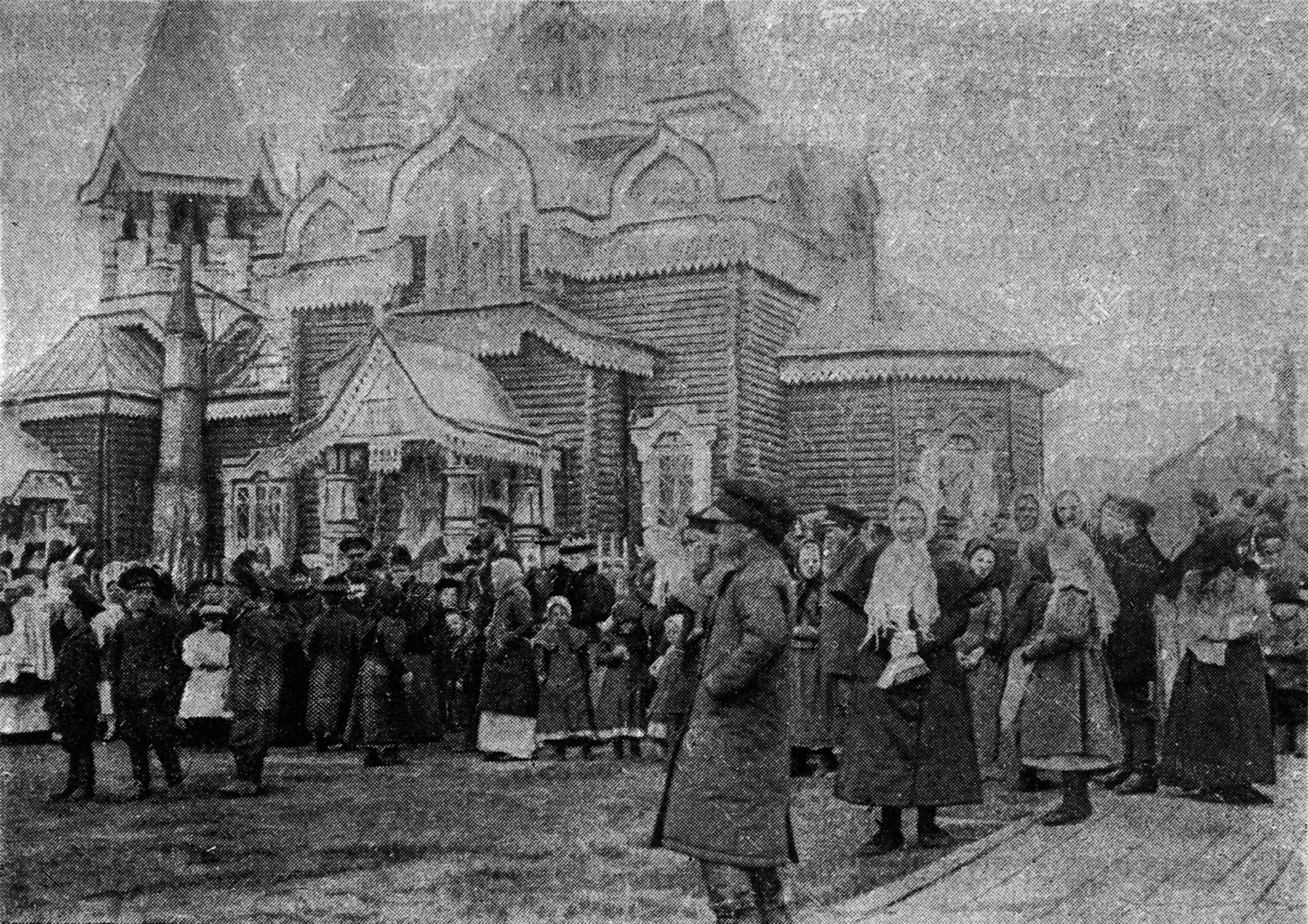
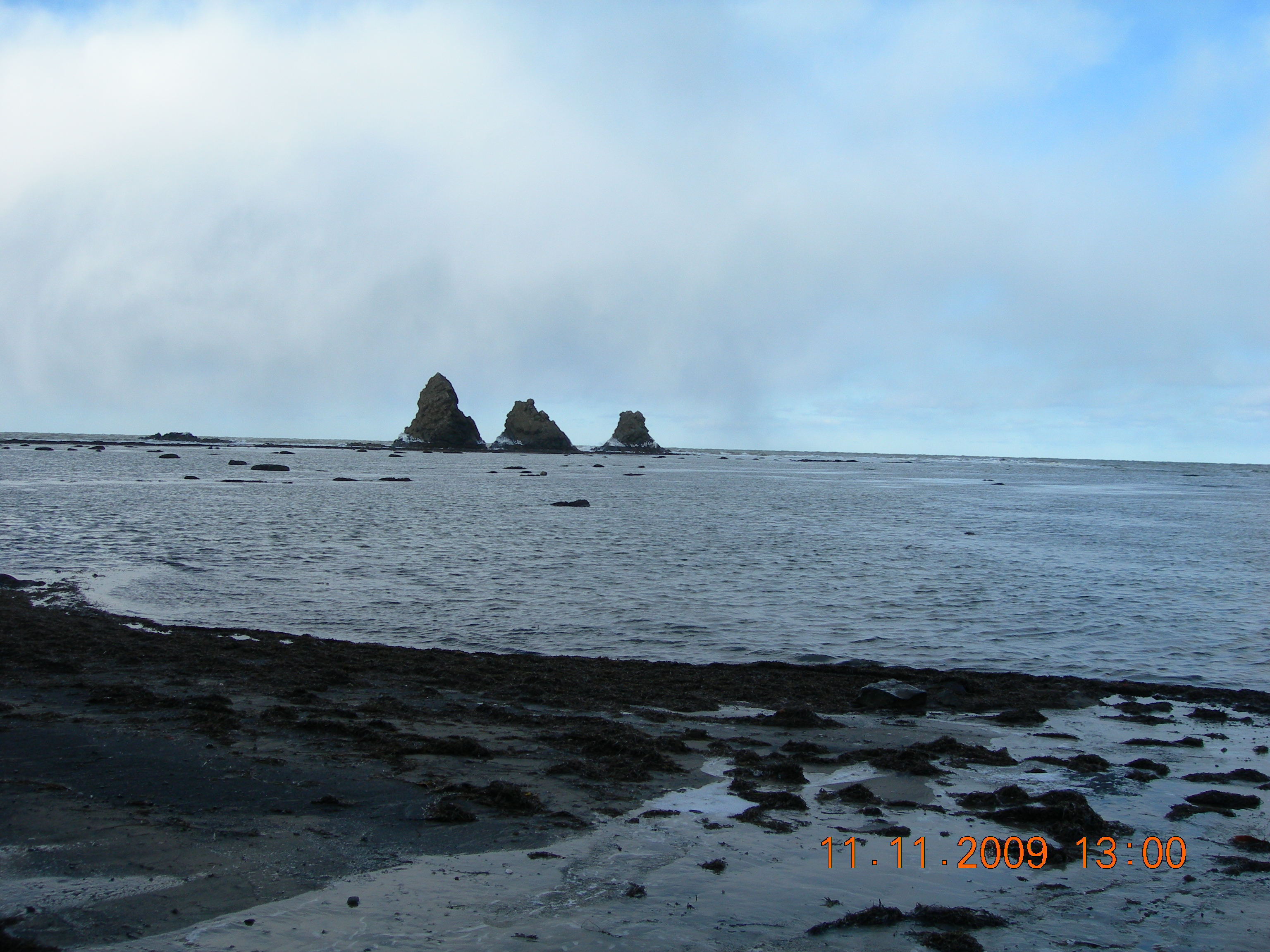
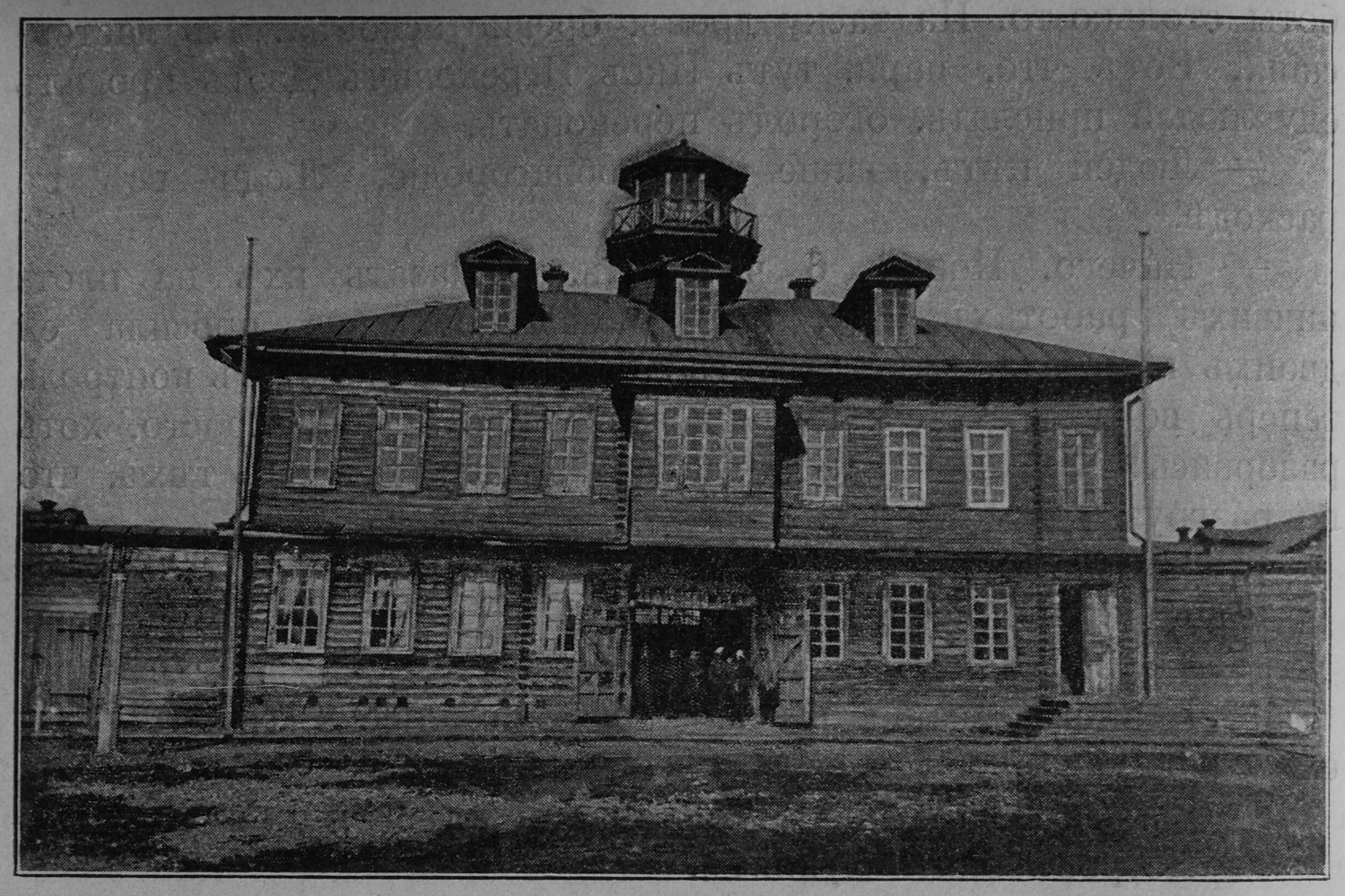